# Ever Carradine
Ever Dawn Carradine (Los Angeles, 6 agosto 1974) è un'attrice statunitense.

## Biografia
Nata a Los Angeles, è figlia dell'attore Robert Carradine e di Susan Snyder. Nella sua famiglia ci sono altri attori, il nonno John Carradine, gli zii David Carradine e Keith Carradine e la cugina Sorel Carradine. Ever è anche cugina dell'attrice Martha Plimpton.

## Filmografia parziale

### Cinema
- Foxfire, regia di Annette Haywood-Carter (1996)
- Lost & Found, regia di Jeff Pollack (1999)
- Jay & Silent Bob... Fermate Hollywood! (Jay and Silent Bob Strike Back), regia di Kevin Smith (2001)
- Bubble Boy, regia di Blair Hayes (2001)
- La figlia del mio capo (My Boss's Daughter), regia di David Zucker (2003)
- Constellation, regia di Jordan Walker-Pearlman (2005)
- Safelight, regia di Tony Aloupis (2015)
- The Adventures of Beatle, regia di Donna Robinson (2015)
- Adolescence, regia di Ashley Avis (2018)
- Married Young, regia di Daniel Kaufman (2019)
- All My Life, regia di Marc Meyers (2020)

### Televisione
- Cinque in famiglia (Party of Five) – serie TV, 5 episodi (1998)
- L'atelier di Veronica (Veronica's Closet) – serie TV, 9 episodi (1997-1998)
- Conrad Bloom – serie TV, 12 episodi (1998)
- Will & Grace – serie TV, 2 episodi (2000)
- Ancora una volta (Once and Again) – serie TV, 19 episodi (1999-2002)
- Lucky – serie TV, 10 episodi (2003)
- Dr. House - Medical Division (House, M.D.) – serie TV, episodio 1x04 (2004)
- Una donna alla Casa Bianca (Commander in Chief) – serie TV, 19 episodi (2005-2006)
- Women's Murder Club – serie TV, 5 episodi (2007-2008)
- 24 – serie TV, 5 episodi (2009)
- Eureka – serie TV, 8 episodi (2008-2009)
- CSI - Scena del crimine (CSI: Crime Scene Investigation) – serie TV, 2 episodi (2004-2013)
- Shameless – serie TV, 4 episodi (2016)
- Major Crimes – serie TV, 10 episodi (2014-2016)
- Golia (Goliath) – serie TV, 5 episodi (2016)
- Runaways – serie TV, 33 episodi (2017-2019)
- The Handmaid's Tale – serie TV, 20 episodi (2017-2025)
- Based on a True Story – serie TV, episodio 1x04 (2023)

## Doppiatrici italiane
Nelle versioni in italiano delle opere in cui ha recitato, Ever Carradine è stata doppiata da:
- Sabrina Duranti ne Il risolutore, Runaways
- Claudia Pittelli in Cinque in famiglia
- Deborah Ciccorelli in Ancora una volta
- Paola Valentini in La figli del mio capo
- Emilia Costa in Dr. House - Medical Division
- Olivia Manescalchi in Law & Order: Criminal Intent
- Alessandra Grado in Eureka
- Roberta Greganti in Private Practice
- Giò Giò Rapattoni in The Mentalist
- Georgia Lepore in Grey's Anatomy
- Alessandra Korompay in Supernatural
- Chiara Salerno in Major Crimes
- Ilaria Stagni in Shameless
- Laura Boccanera in Code Black
- Laura Cosenza in Golia
- Cristina Giolitti in The Handmaid's Tale
- Chiara Colizzi in All Rise
- Giorgia Zangrossi in The Rookie
- Marina Thovez in Good Girls
- Anna Cugini in The Good Doctor